# كابو (زرين أردكان)
کابو (بالإنجليزية: Kapu, Iran)‏ هي منطقة سكنية تقع في إيران في يزد. يقدر عدد سكانها بـ 23 نسمة .